# 토론토 허스키스
토론토 허스키스(영어: Toronto Huskies)는 캐나다 온타리오주 토론토를 연고지로 하여 1946년부터 1947년까지 BAA 이스턴 디비전 소속되었던 프로농구 팀이다.
NBA 최초의 캐나다 도시를 연고로 한 팀이었는데, 1995년부터 현재까지 같은 연고지(온타리오주 토론토)에 토론토 랩터스(영어: Toronto Raptors)가 있다.
NBA 50년이 되던 1996~1997시즌 개막전(1996년 11월 1일)에서 토론토 랩터스와 뉴욕 닉스(영어: New York Knicks) 대결에 토론토 랩터스가 토론토 허스키스 유니폼을 입고 출전했다. 결과는 뉴욕 닉스가 107대99로 승리했다.

## 역대 홈경기장

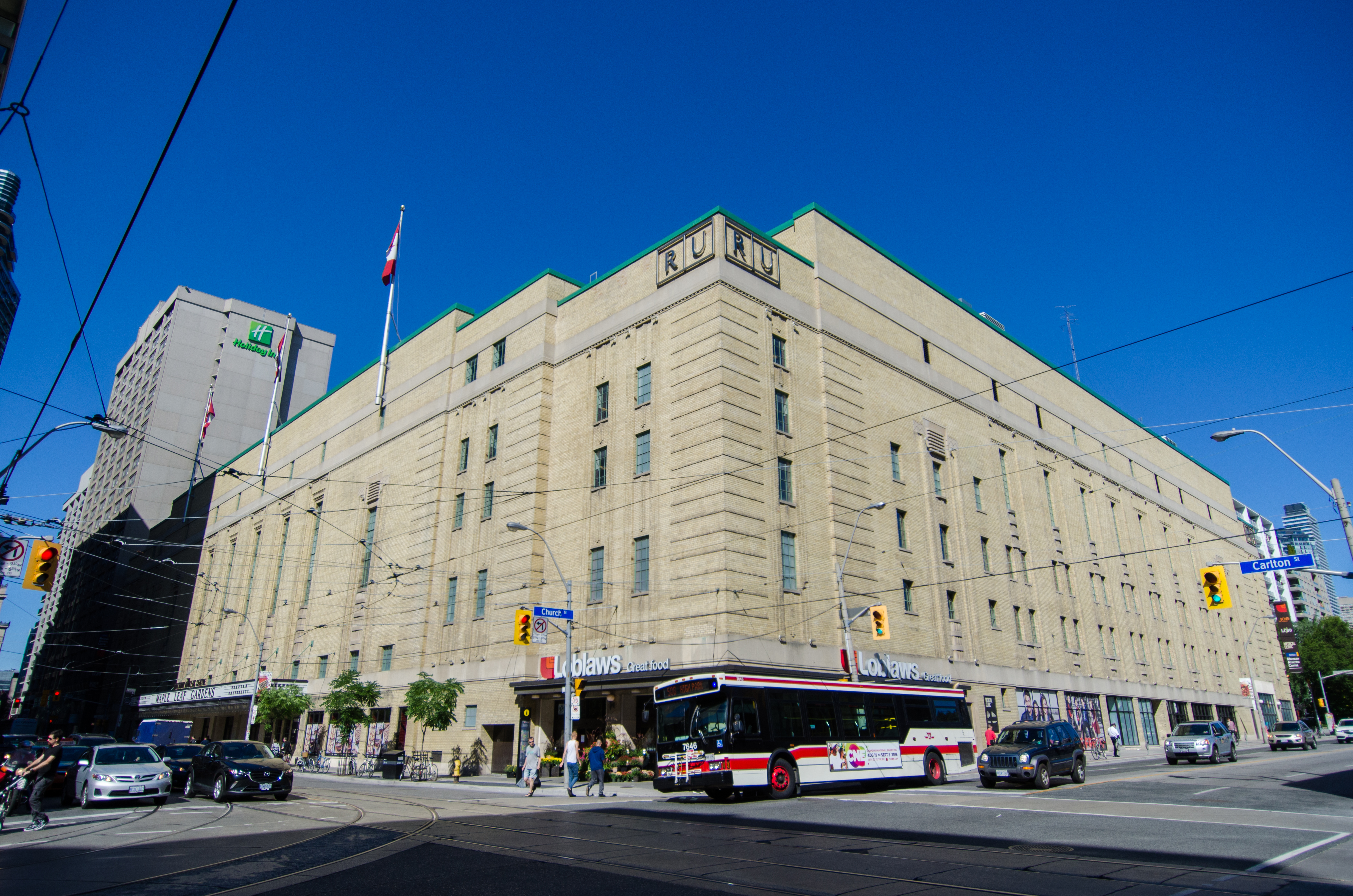
토론토 허스키스의 홈경기장였던 메이플 리프 가든스

| 경기장             | 사용기간      | 수용인원 | 장소              | 비고 |
| ------------------ | ------------- | -------- | ----------------- | ---- |
| 토론토 허스키스    |               |          |                   |      |
| 메이플 리프 가든스 | 1946년~1947년 | 15,000명 | 온타리오주 토론토 | 빈칸 |

## 역대 시즌별 성적
<정규시즌 & 플레이오프 성적>
- 정규시즌 성적 : 22승 38패 .367
- 플레이오프 성적 : 없음

| 시즌      | 정규시즌 | 정규시즌 | 정규시즌 | 정규시즌 | 정규시즌 | 정규시즌 | 정규시즌 | 플레이오프 | 비고 |
| 시즌      | 리그     | 디비전   | 순위     | 경기수   | 승       | 패       | 승률     | 플레이오프 | 비고 |
| --------- | -------- | -------- | -------- | -------- | -------- | -------- | -------- | ---------- | ---- |
| 1946-1947 | BAA      | 이스턴   | 6위      | 60       | 22       | 38       | .367     | 빈칸       | 빈칸 |

## 같이 보기
- 토론토 랩터스
- 랩터스 905
- 토론토 템포